# Tufahije
Tufahije (Tufahija) – rodzaj deseru rozpowszechnionego w krajach bałkańskich. Popularny w Bośni i Hercegowinie, Serbii, Chorwacji i Macedonii Północnej.
Deser pochodzi z Persji skąd został sprowadzony na Bałkany w czasach rządów Imperium Osmańskiego. Składa się z nadziewanych orzechami włoskimi jabłek, gotowanych w wodzie z cukrem. Zazwyczaj podawany schłodzony w wysokiej szklance z bośniacką kawą, niekiedy z syropem i bitą śmietaną.